# Quneitra (stad)
Quneitra of Al Qunaitra is een vrijwel verwoeste en verlaten spookstad in het Syrische gouvernement Quneitra (Golanhoogten). Quneitra (Al Qunaitra) telde 29.400 inwoners in 1967, voor de helft moslims, voor de helft christenen, voor de Zesdaagse Oorlog van 1967. Het was het centrum van de Golan.
Op 10 juni 1967, de laatste dag van de Zesdaagse Oorlog kwam Quneitra onder Israëlische controle. De stad werd tijdens de Jom Kipoeroorlog in 1973 voor een korte periode door de Syriërs heroverd, maar Israël kreeg opnieuw controle over de stad na een tegenoffensief. De stad was vrijwel geheel gedynamiteerd en gebuldozerd voordat Israël zich terugtrok in juni 1974. Sindsdien ligt de vrijwel verwoeste stad in de gedemilitariseerde United Nations Disengagement Observer Force Zone. Israël werd door de Verenigde Naties zwaar bekritiseerd wegens de verwoesting van de stad.
Inwoners waren blij teruggekeerd naar hun stad om die geheel verwoest aan te treffen. De Protestantse kerk bleek verwoest, de Grieks-Orthodoxe kerk geheel gestript en de Rooms-katholieke kerk zonder haar ornamenten. De christelijke begraafplaats vertoonde sporen van systematische plundering. De verwoesting van de eens zo mooie stad was dermate compleet dat zij weer wegtrokken, temeer daar hun landerijen nog in handen van de staat Israël waren .
Op 6 juni 2013 werd de nabijgelegen grensovergang Quneitra aangevallen door rebellen en tijdelijk bezet, voordat deze opnieuw werd bezet door het Syrische Ba'ath-leger. In juli 2013 vielen oppositietroepen een militaire controlepost in Quneitra aan en de volgende dag vielen ze verschillende posities van het Syrische Ba'ath-leger in Quneitra aan.
In augustus 2014 veroverden rebellen de grensovergang. Een Filipijns lid van de VN-vredesmacht (UNDOF) raakte gewond tijdens de gevechten. Als gevolg hiervan kondigde de Oostenrijkse regering de terugtrekking van haar troepen uit de VN-missie aan.
Op 26 juli 2018 bezette het Syrische Ba'ath-leger de stad Quneitra opnieuw.
In december 2024 kwam de stad onder Israëlische controle.